# کواسی کلوتس
کواسی کلوتس (انگلیسی: Kwassi Klutse; ۲۹ ژوئیهٔ ۱۹۴۵ – ۱۹ مهٔ ۲۰۲۴) سیاستمدار اهل توگو بود. وی از ۲۰ اوت ۱۹۹۶ تا ۲۱ مه ۱۹۹۹ نخست‌وزیر این کشور بود.
کواسی کلوتس در ۱۹ مه ۲۰۲۴، در سن ۷۸ سالگی درگذشت.